# Patuca
Le Patuca est un fleuve du nord-est du Honduras, formé au sud-est par le Juticalpa par la fusion des rivières de Guayape et de Guayambre. C'est le deuxième plus grand fleuve d'Amérique centrale et le plus long fleuve du Honduras, mesurant près de 500 km de longueur et drainant 23 900 km2.